# Francisco Marco Alemán
Blahoslavený Francisco Marco Alemán, řeholním jménem Alberto María (23. května 1894, Caudete – 18. listopadu 1936, Paracuellos de Jarama), byl španělský římskokatolický kněz, řeholník Řádu karmelitánů a mučedník.

## Život
Narodil se 23. května 1894 v Caudete. Vyrůstal v křesťanské rodině.
Vstoupil do Řádu karmelitánů, kde přijal jméno Alberto María. Poté byl vysvěcen na kněze.
Když v červenci roku 1936 vypukla španělská občanská válka, představený kláštera v Ayale (Madrid) varoval své spolubratry před nebezpečím a bratři přestali nosit hábit a skrývali se u rodin a přátel.
Otec Alberto slavil tajné mše svaté, avšak brzy byl revolucionáři odhalen a uvězněn. Byl vyslýchán v Fomentu. Věznitelé jej nutili vzdát se kněžství výměnou za svobodu, avšak on odmítl. Poté byl vězněn ve vězení Porlier. Ve vězení se mu zhoršil zdravotní stav a 18. listopadu 1936 mu bylo řečeno že jej čeká "noční převoz", což znamenalo rozsudek smrti. Téhož dne byl zastřelen.

## Proces blahořečení
Po roce 1990 byl v arcidiecézi Madrid zahájen jeho beatifikační proces spolu s dalšími 24 mučedníky Kongregace školských bratří a Řádu karmelitánů. Dne 19. prosince 2011 uznal papež Benedikt XVI. mučednictví této skupiny řeholníků. Blahořečeni byli 13. října 2013 ve skupině 522 mučedníků španělské občanské války.